# 대한민국 형법 제116조
대한민국 형법 제116조는 다중불해산죄에 관한 형법 각칙의 조문이다.

## 조문
제116조 【다중불해산】
폭행, 협박 또는 손괴의 행위를 할 목적으로 다중이 집합하여 그를 단속할 권한이 있는 공무원으로부터 3회 이상의 해산명령을 받고 해산하지 아니한 자는 2년 이하의 징역이나 금고 또는 300만원 이하의 벌금에 처한다.

- 본 죄는 소요죄의 예비단계의 행위를 독립된 구성요건으로 규정한 것이다.
- 폭행 · 협박 · 손괴의 행위를 할 목적이 있어야 함으로 목적범에 해당한다.